# الدوري الشمالي لكرة القدم 1946–47
الدوري الشمالي لكرة القدم 1946–47 (بالإنجليزية: 1946–47 Northern Football League)‏ هو موسم من الدوري الشمالي لكرة القدم ‏. فاز فيه بيشوب أوكلاند ‏.